# Unterseeboot 271
Le Unterseeboot 271 (ou U-271) est un sous-marin allemand (U-Boot) de type VII.C utilisé par la Kriegsmarine (marine de guerre allemande) pendant la Seconde Guerre mondiale.

## Historique
Mis en service le 23 septembre 1942, l'Unterseeboot 271 reçoit sa formation de base à Danzig au sein de la 8. Unterseebootsflottille jusqu'au 31 mai 1943, puis l'U-271 intègre sa formation de combat à la base sous-marine de Brest avec la 1. Unterseebootsflottille.
L'Unterseeboot 271 effectue trois patrouilles dans lesquelles il n'a ni coulé, ni endommagé de navire ennemi au cours des 99 jours en mer.
Il réalise sa première patrouille, quittant la base sous-marine de Lorient le 29 mai 1943 sous les ordres de l'Oberleutnant zur See der Reserve Curt Barleben.

Le 24 juin 1943 à 8 h 50, l'U-Boot est attaqué par un Consolidated B-24 Liberator (n°32046, de l'escadrille USN VB-103) (pris à tort pour un PBM Mariner) au sud-sud-est du Cap Farvel. L'U-271 esquive l'attaque en virant à gauche et riposte avec ses défenses anti-aériennes à une distance de 800 mètres. Les sous-mariniers allemands observent des impacts dans le poste de pilotage et dans le fuselage. Quatre grenades sous-marines sont lâchées ; l'avion s'écrase en flammes à environ 1 500 mètres de l'U-Boot. L'U-271 fouille les lieux, mais les dix aviateurs membres d'équipage ont péri. Les grenades ont endommagé des batteries, les compresseurs, les toilettes avant, le matériel d'écoute ainsi que trois torpilles entreposées dans la chambre de tir. L'U-Boot continue sa patrouille après que l'équipage ait effectué des réparations. Après 49 jours en mer, il revient à Lorient le 16 juillet 1943.
Le 21 octobre 1943, pendant sa deuxième patrouille, alors qu'il sert d'U-Boot anti-aérien (U-Flak), l'U-271 est attaqué par deux bombardiers-torpilleurs Grumman TBF Avenger américains du porte-avions d'escorte USS Core qui tuent un homme d'équipage.
Le 1er novembre 1943, deux jours avant la fin de sa deuxième patrouille, l'Oberleutnant zur See der Reserve Curt Barleben est promu au grade de Kapitänleutnant der Reserve
L'U-271 quitte pour sa troisième patrouille la base sous-marine de Brest le 12 janvier 1944 toujours sous les ordres du Kapitänleutnant Curt Barleben. Après dix-sept jours en mer, l'U-271 est coulé le 28 janvier 1944 à l'ouest de Limerick en Irlande à la position géographique de 53° 15′ N, 15° 52′ O par des charges de profondeur lancées d'un bombardier Consolidated B-24 Liberator américain (VB-103/E). 
Les cinquante-et-un membres d'équipage meurent dans cette attaque.

## Affectations successives
- 8. Unterseebootsflottille à Danzig du 23 septembre 1942 au 31 mai 1943 (entrainement)
- 1. Unterseebootsflottille à Brest du 1er juin 1943 au 28 janvier 1944 (service actif)

## Commandement
- Oberleutnant zur See der Reserve, puis Kapitänleutnant Curt Barleben du 23 septembre 1942 au 28 janvier 1944

## Patrouilles
|       | Commandant              | Départ            | Départ  | Arrivée           | Arrivée | Jours     | Succès |
| ----- | ----------------------- | ----------------- | ------- | ----------------- | ------- | --------- | ------ |
| 1     | Oblt. (R) Curt Barleben | 29 mai 1943       | Lorient | 16 juillet 1943   | Lorient | 49 jours  |        |
|       | Oblt. (R) Curt Barleben | 14 septembre 1943 | Lorient | 15 septembre 1943 | Brest   | 2 jours   |        |
| 2     | Oblt. (R) Curt Barleben | 2 octobre 1943    | Brest   | 3 novembre 1943   | Brest   | 33 jours  |        |
|       | Kptlt. Curt Barleben    | 8 janvier 1944    | Brest   | 10 janvier 1944   | Brest   | 3 jours   |        |
| 3     | Kptlt. Curt Barleben    | 12 janvier 1944   | Brest   | 28 janvier 1944   | Coulé   | 17 jours  |        |
| Total | Total                   | Total             | Total   | Total             | Total   | 104 jours | 0 t    |

Note : Oblt. (R) = Oberleutnant zur See der Reserve - Kptlt.  = Kapitänleutnant 

### Opérations Wolfpack
L'U-271 a opéré avec les Wolfpacks (meute de loups) durant sa carrière opérationnelle:
1. Rügen (21 janvier 1944 - 26 janvier 1944)
2. Hinein (26 janvier 1944 - 28 janvier 1944)

## Navires coulés
L'Unterseeboot 271 n'a ni coulé, ni endommagé de navire ennemi au cours des trois patrouilles (99 jours en mer) qu'il effectua.

### Source et bibliographie
- (en) Cet article est partiellement ou en totalité issu de l’article de Wikipédia en anglais intitulé « German submarine U-271 » (voir la liste des auteurs).
- Chris Bishop, historien militaire (trad. de l'anglais par Christian Muguet), Les sous-marins de la Kriegsmarine : 1939-1945 : le guide d'identification des sous-marins [« The spellmount submarine identification guide : Kriegsmarine U-boats 1939-1945 »], Paris, Éd. de Lodi, 2008, 192 p. (ISBN 978-2-84690-327-1, OCLC 470721805, BNF 41298980)